# Sean Rooks
Sean Lester Rooks (Nueva York, 9 de septiembre de 1969-Filadelfia, 7 de junio de 2016) fue un jugador y entrenador de baloncesto estadounidense que jugó doce temporadas en la NBA y posteriormente una más en la ACB. Con 2,08 metros de estatura, jugaba en la posición de pívot.

## Trayectoria deportiva

### Universidad
Jugó durante cuatro temporadas con los Wildcats de la Universidad de Arizona, en las que promedió 11,6 puntos y 5,0 rebotes por partido, En 1992, en su última temporada, fue elegido en el mejor quinteto de la Pacific Ten Conference,

### Profesional
Fue elegido en la trigésima posición del Draft de la NBA de 1992 por Dallas Mavericks, con los que firmó un contrato por tres temporadas. No solo fue uno de los dos rookies que conformaron el cinco inicial, junto con Walter Bond en el primer partido de la temporada, algo que no ocurría desde Sam Perkins en 1984, sino que además consiguió anotar 20 puntos en su debut, batiendo el récord que tenía Mark Aguirre desde el 30 de octubre de 1981 para un rookie en su primer partido con los Mavs. Además, fue titular a lo largo de la temporada en 68 ocasiones, batiendo otro récord de la franquicia, que tenían compartido Jay Vincent y Elston Turner. A pesar de su puesto en el draft, acabó 12º entre los rookies en anotación (13,2 puntos por partido) y 6º en rebotes (7,2).
Su segunda temporada en el equipo vino marcada por las lesiones. Se perdió casi toda la pretemporada y los 6 primeros partidos de competición por una fractura en su pie izquierdo, y posteriormente, en el mes de enero, lesionarse en la rodilla y en un metatarso, permaneciendo dos meses en la lista de lesionados. A pesar de ello disputó 47 partidos en los que promedió 11,4 puntos y 5,5 rebotes por partido.
Antes del comienzo de la temporada 1995-96 fue traspasado a Minnesota Timberwolves a cambio de una futura primera ronda del draft. Allí recuperó la titularidad, jugando más de 30 minutos por partido, compartiendo los puestos cercanos al aro con Stacey King y Greg Foster. Consiguió nueve doble-dobles a lo largo de la temporada, batiendo su récord de anotación al conseguir 28 puntos ante Sacramento Kings. Al año siguiente perdió su condición de titular en favor de Christian Laettner, siendo ambos traspasados en el mes de febrero a Atlanta Hawks a cambio de Andrew Lang y Spud Webb.
En los Hawks jugó 16 partidos como suplente, en los que promedió 5,8 puntos y 3,2 rebotes. Tras no renovar contrato, en 1996 firma como agente libre por Los Angeles Lakers. Allí asume el rol de dar minutos de descanso al pívot titular, Elden Campbell, permaneciendo tres temporadas en el equipo jugando poco más de 10 minutos por partido. A pesar de ello logra grandes actuaciones, como los 20 puntos y 12 rebotes que consiguió ante San Antonio Spurs en su primera temporada en el equipo angelino.
En 1999 regresa a los Mavericks, al ser traspasado a cambio de A.C. Green. A las órdenes de Don Nelson, se convierte en el suplente de Shawn Bradley, llegando a salir en 13 partidos como titular, y promediando al final de año 4,4 puntos y 3,5 rebotes. Al año siguiente es traspasado a Los Angeles Clippers a cambio de Eric Murdock y una futura segunda ronda del draft. Allí disputa tres temporadas, a la sombra de Michael Olowokandi, el pívot titular. En 2003 ficha como agente libre por New Orleans Hornets, quienes mediada la temporada lo traspasan a Orlando Magic a cambio de Shammond Williams, donde jugaría sus últimos partidos en la liga estadounidense.
En 2004, ya con 35 años, decide prolongar su carrera fichando por el Unicaja Málaga de la liga ACB española por un mes, para sustituir al lesionado Žan Tabak. Allí disputa únicamente 3 partidos, en los que promedia 6,6 puntos y 6,3 rebotes. Acabado su contrato en el mes de enero, Aíto García Reneses lo ficha para el resto de la temporada en el DKV Joventut. En la Penya juega 12 partidos y 4 más de play-offs, en los que promedia 6,1 puntos y 3,7 rebotes, hasta que decide abandonar el equipo, excusándose en una carta en la que alegaba motivos familiares gravísimos para tomar esa decisión.

### Entrenador
Después de retirarse ejerció de entrenador en diversos equipos de la Liga de desarrollo de la NBA y en la NBA, siendo su último equipo los Philadelphia 76ers (2014-2016).

## Estadísticas de su carrera en la NBA

### Temporada regular
| Temporada | Edad | Equipo                 | Liga | P   | TIT | MIN  | TC  | TCA  | %TC  | 3P  | 3PA | %3P  | TL  | TLA | %TL  | R.OF. | R.DEF. | REB | ASIS | ROB | TAP | PER | FP  | PTS  |
| 1992-93   | 23   | Dallas Mavericks       | NBA  | 72  | 68  | 29.0 | 5.1 | 10.4 | .493 | 0.0 | 0.0 | .000 | 3.3 | 5.4 | .602 | 2.7   | 4.7    | 7.4 | 1.3  | 0.5 | 1.1 | 2.2 | 2.8 | 13.5 |
| 1993-94   | 24   | Dallas Mavericks       | NBA  | 47  | 28  | 26.7 | 4.1 | 8.4  | .491 | 0.0 | 0.0 | .000 | 3.2 | 4.5 | .714 | 1.8   | 3.7    | 5.5 | 1.0  | 0.4 | 0.9 | 1.7 | 2.3 | 11.4 |
| 1994-95   | 25   | Minnesota Timberwolves | NBA  | 80  | 70  | 30.1 | 3.6 | 7.7  | .470 | 0.0 | 0.1 | .000 | 3.6 | 4.8 | .761 | 2.1   | 4.0    | 6.1 | 1.2  | 0.4 | 0.9 | 1.8 | 2.6 | 10.9 |
| 1995-96   | 26   | TOTAL                  | NBA  | 65  | 7   | 17.2 | 2.2 | 4.4  | .505 | 0.0 | 0.1 | .143 | 2.1 | 3.1 | .668 | 1.2   | 2.7    | 3.9 | 0.7  | 0.4 | 0.6 | 1.2 | 2.2 | 6.5  |
| 1995-96   | 26   | Minnesota Timberwolves | NBA  | 49  | 7   | 18.4 | 2.3 | 4.6  | .493 | 0.0 | 0.1 | .167 | 2.2 | 3.2 | .667 | 1.2   | 2.9    | 4.2 | 0.8  | 0.4 | 0.6 | 1.0 | 2.2 | 6.8  |
| 1995-96   | 26   | Atlanta Hawks          | NBA  | 16  | 0   | 13.4 | 2.0 | 3.6  | .552 | 0.0 | 0.1 | .000 | 1.8 | 2.7 | .674 | 1.3   | 1.9    | 3.2 | 0.6  | 0.3 | 0.9 | 1.9 | 2.2 | 5.8  |
| 1996-97   | 27   | Los Angeles Lakers     | NBA  | 69  | 3   | 10.7 | 1.3 | 2.7  | .470 | 0.0 | 0.0 | .000 | 1.3 | 1.9 | .700 | 0.8   | 1.6    | 2.4 | 0.6  | 0.2 | 0.6 | 0.7 | 1.8 | 3.8  |
| 1997-98   | 28   | Los Angeles Lakers     | NBA  | 41  | 1   | 10.4 | 1.1 | 2.5  | .455 | 0.0 | 0.0 |      | 1.1 | 1.9 | .595 | 1.1   | 1.8    | 2.9 | 0.6  | 0.0 | 0.6 | 0.5 | 1.7 | 3.4  |
| 1998-99   | 29   | Los Angeles Lakers     | NBA  | 36  | 0   | 8.8  | 0.9 | 2.2  | .405 | 0.0 | 0.1 | .000 | 0.9 | 1.3 | .708 | 0.9   | 1.1    | 2.0 | 0.3  | 0.1 | 0.3 | 0.6 | 1.7 | 2.7  |
| 1999-00   | 30   | Dallas Mavericks       | NBA  | 71  | 13  | 14.1 | 1.7 | 4.0  | .431 | 0.0 | 0.0 |      | 0.9 | 1.3 | .730 | 1.2   | 2.3    | 3.5 | 1.0  | 0.4 | 0.7 | 1.0 | 2.4 | 4.4  |
| 2000-01   | 31   | Los Angeles Clippers   | NBA  | 82  | 0   | 18.9 | 2.1 | 4.8  | .428 | 0.0 | 0.0 | .500 | 1.3 | 1.7 | .748 | 1.1   | 2.6    | 3.7 | 0.9  | 0.4 | 0.8 | 0.9 | 2.4 | 5.4  |
| 2001-02   | 32   | Los Angeles Clippers   | NBA  | 61  | 2   | 11.9 | 1.3 | 3.2  | .418 | 0.0 | 0.0 |      | 0.3 | 0.5 | .724 | 0.5   | 1.5    | 2.0 | 0.4  | 0.2 | 0.3 | 0.3 | 1.9 | 3.0  |
| 2002-03   | 33   | Los Angeles Clippers   | NBA  | 70  | 38  | 19.2 | 1.8 | 4.2  | .421 | 0.0 | 0.0 | .000 | 0.7 | 0.8 | .810 | 0.8   | 2.3    | 3.1 | 1.0  | 0.5 | 0.6 | 0.9 | 2.5 | 4.2  |
| 2003-04   | 34   | TOTAL                  | NBA  | 55  | 0   | 10.8 | 1.0 | 2.7  | .358 | 0.0 | 0.0 | .000 | 0.6 | 0.7 | .892 | 0.4   | 1.3    | 1.8 | 0.5  | 0.3 | 0.2 | 0.4 | 1.6 | 2.6  |
| 2003-04   | 34   | New Orleans Hornets    | NBA  | 35  | 0   | 9.3  | 1.0 | 2.7  | .362 | 0.0 | 0.0 |      | 0.3 | 0.4 | .800 | 0.3   | 1.1    | 1.4 | 0.3  | 0.3 | 0.1 | 0.4 | 1.4 | 2.3  |
| 2003-04   | 34   | Orlando Magic          | NBA  | 20  | 0   | 13.5 | 1.0 | 2.9  | .351 | 0.0 | 0.1 | .000 | 1.1 | 1.1 | .955 | 0.7   | 1.7    | 2.4 | 0.9  | 0.3 | 0.3 | 0.4 | 2.1 | 3.1  |
| Total     |      |                        | NBA  | 749 | 230 | 18.1 | 2.3 | 5.0  | .459 | 0.0 | 0.0 | .091 | 1.7 | 2.4 | .699 | 1.3   | 2.6    | 3.8 | 0.8  | 0.3 | 0.7 | 1.1 | 2.2 | 6.2  |

### Playoffs
| Temporada | Edad | Equipo             | Liga | P  | MIN | TCA | TC | 3PA | 3P | TLA | TL | R.OF. | REB | ASIS | ROB | TAP | PER | FP | PTS | %TC  | %3P | %FT  | MIN  | PTS | REB | AST |
| 1995-96   | 26   | Atlanta Hawks      | NBA  | 10 | 140 | 16  | 28 | 0   | 0  | 13  | 21 | 13    | 27  | 7    | 4   | 4   | 9   | 35 | 45  | .571 |     | .619 | 14.0 | 4.5 | 2.7 | 0.7 |
| 1996-97   | 27   | Los Angeles Lakers | NBA  | 8  | 54  | 4   | 9  | 0   | 0  | 6   | 8  | 5     | 12  | 1    | 3   | 3   | 3   | 10 | 14  | .444 |     | .750 | 6.8  | 1.8 | 1.5 | 0.1 |
| 1997-98   | 28   | Los Angeles Lakers | NBA  | 4  | 11  | 2   | 6  | 0   | 0  | 0   | 0  | 1     | 1   | 0    | 0   | 3   | 0   | 2  | 4   | .333 |     |      | 2.8  | 1.0 | 0.3 | 0.0 |
| 1998-99   | 29   | Los Angeles Lakers | NBA  | 7  | 48  | 2   | 6  | 0   | 0  | 5   | 6  | 1     | 2   | 3    | 0   | 1   | 1   | 13 | 9   | .333 |     | .833 | 6.9  | 1.3 | 0.3 | 0.4 |
| Total     |      |                    | NBA  | 29 | 253 | 24  | 49 | 0   | 0  | 24  | 35 | 20    | 42  | 11   | 7   | 11  | 13  | 60 | 72  | .490 |     | .686 | 8.7  | 2.5 | 1.4 | 0.4 |

## Fallecimiento
Falleció de un ataque al corazón. Los días  anteriores a su fallecimiento se encontraba en negociaciones para ser asistente en los New York Knicks.